# Adam Haus
Adam Haus (* 8. April 1836 in Aschaffenburg; † 17. März 1895 in Wörth) war ein deutscher römisch-katholischer Geistlicher und Mitglied des Deutschen Reichstags.

## Leben
Haus wurde in als Sohn eines Konditors in Aschaffenburg geboren, wo er die Volksschule, die Lateinschule, das Gymnasium und das Lyzeum besuchte. Auf dem dortigen Knabenseminar bereitete er sich auf das Theologiestudium vor, das er ab 1856 an der Universität Würzburg absolvierte. Am 7. August 1859 wurde er zum Priester geweiht. Seine erste Dienststelle fand er als Kaplan in Kleinwallstadt. 1863 wechselte er in gleicher Funktion nach Hörstein, 1865 nach Hammelburg und 1870 an die St.-Gertraud-Kirche Würzburg. von 1871 bis zu seinem Tod war er Pfarrer in Wörth am Main.
In einer Ersatzwahl am 30. November 1886 wurde Haus als Abgeordneter des Wahlkreises Unterfranken 1 (Aschaffenburg, Alzenau, Obernburg, Miltenberg) in den Reichstag gewählt. Dort gehörte er zur Fraktion der Zentrumspartei. Bereits ab 1881 war er Mitglied der Bayerischen Kammer der Abgeordneten. Beide Mandate endeten mit seinem Tode.